# San Marino az 1968. évi nyári olimpiai játékokon
San Marino a mexikói Mexikóvárosban megrendezett 1968. évi nyári olimpiai játékok egyik részt vevő nemzete volt. Az országot az olimpián 2 sportágban 4 sportoló képviselte, akik érmet nem szereztek.

## Kerékpározás

### Országúti kerékpározás
| Versenyző      | Versenyszám   | Idő              | Helyezés |
| -------------- | ------------- | ---------------- | -------- |
| Enzo Frisoni   | Mezőnyverseny | 5:12:46 (+31:21) | 61.      |
| Gerard Lettoli | Mezőnyverseny | 5:10:22 (+28:57) | 60.      |

## Sportlövészet
Nyílt
| Versenyző             | Versenyszám | Pont | Helyezés |
| --------------------- | ----------- | ---- | -------- |
| Leo Franciosi         | Trap        | 181  | 42.      |
| Salvatore Pelliccioni | Trap        | 177  | 45.      |